# Dhammananda Bhikkhuni
Dhammananda Bhikkhuni (en tailandés: ธัมมนันทา ;RTGS : Thammanantha), nacida el 6 de octubre de 1944 con el nombre de Chatsumarn Kabilsingh ( en tailandés: ฉัตรสุมาลย์ กบิลสิงห์  ; RTGS : Chatsuman Kabinsing) o Chatsumarn Kabilsingh Shatsena (en tailandés: ฉัตรสุมาลย์ กบิลสิงห์ ษัฏเสน)  es una bhikkhuni ("monja budista") tailandesa. El 28 de febrero de 2003, Kabilsingh recibió la ordenación monástica como monja budista de la tradición Theravada en Sri Lanka. Es la abadesa del monasterio Songdhammakalyani, el único templo en Tailandia donde hay monjas budistas.

## Infancia, educación y ordenación

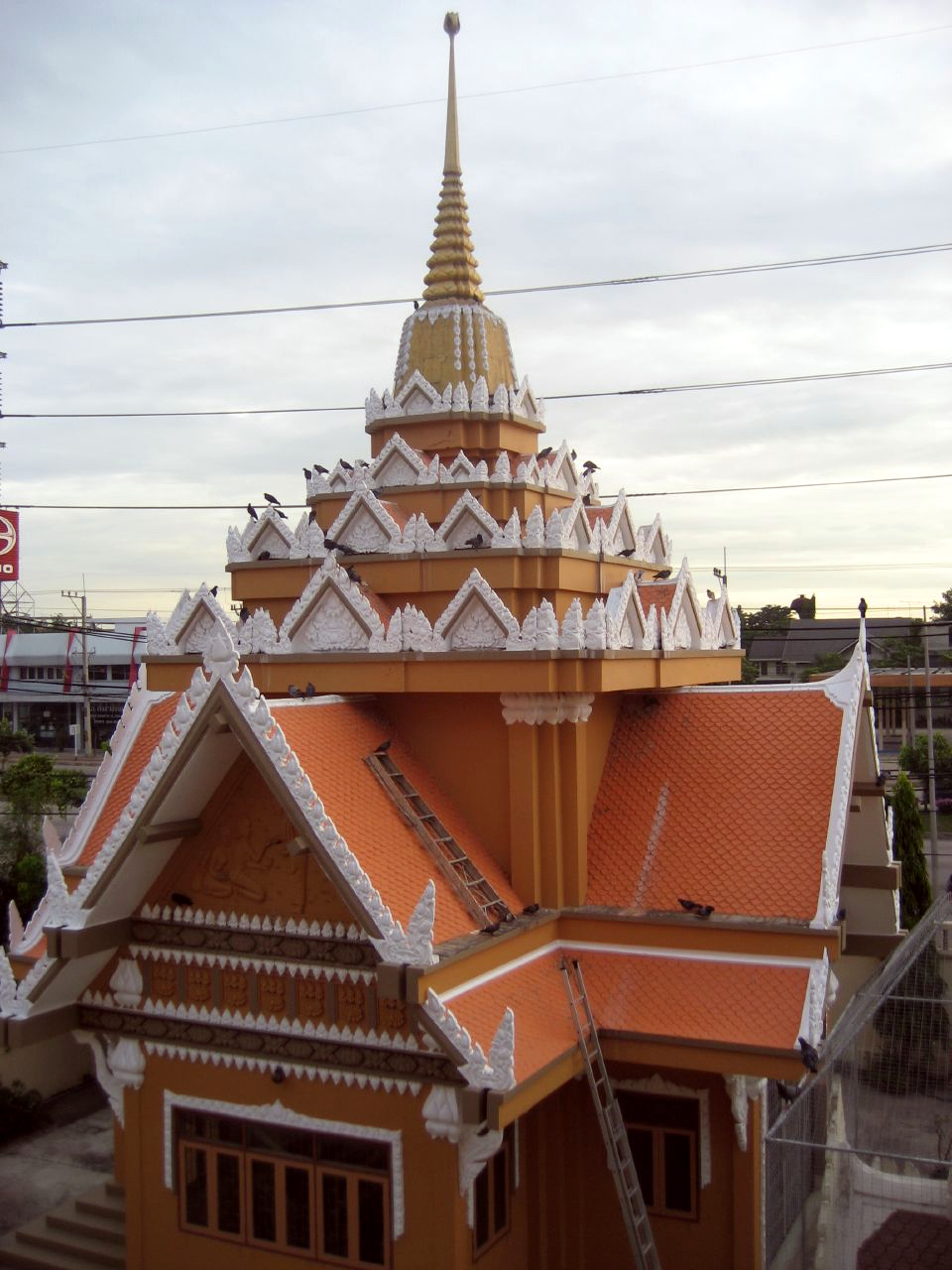
Un nuevo edificio en el complejo del Monasterio Songdhammakalyani : el convento fundado por su madre

Chatsumarn Kabilsingh nació en 1944 de Voramai Kabilsingh y Kokiat Shatsena. Su madre, Voramai, también llamada Ta Tao Fa Tzu (m. 2005), fue ordenada monja del linaje Dharmaguptaka en Taiwán en 1971, convirtiéndose en la primera monja budista tailandesa contemporánea. Songdhammakalyani significa "templo donde las mujeres defienden el Dharma" y se encuentra en Nakhon Pathom, cerca de Bangkok .
Chatsumarn recibió instrucción y formación budista junto a las monjas. Ella dice que su padre, Kokiat, fue "el primer hombre tailandés que conocí y que apoyó firmemente el resurgimiento de la Sangha Bhikkhuni en Tailandia". Inusual en mujeres tailandesas, Chatsumarn recibió una educación superior. Después de la escuela secundaria, obtuvo su licenciatura en Filosofía en la Universidad Visva Bharati, un Master en religión en la Universidad McMaster en Canadá y un Doctorado en budismo en la Universidad Magadh en India. Se casó, tiene tres hijos y 6 nietos. Enseñó durante 27 años en la Universidad de Thammasat en Bangkok, Tailandia, en el Departamento de Filosofía y Religión.   Es una conocida autora de muchos libros sobre temas actuales en el budismo asiático; muchos fueron publicados antes de su ordenación y están bajo su nombre de nacimiento, Dra. Chatsumarn Kabilsingh. 
A menudo ha dicho que sabía que se convertiría en monja budista en algún momento de su vida; ella sólo estaba esperando el momento adecuado. Ese momento llegó en 2000 con su jubilación anticipada de la Universidad de Thammasat y recibió el precepto del bodhisattva de la orden Fo Guang Shan en Taiwán. En 2001, fue ordenada ṇovicia  en Sri Lanka por R. Saddha Sumana Bhikkhuni y T. Dhammaloka Bhikkhu. En 2003, fue ordenada monja budista en Sri Lanka como Dhammananda, convirtiéndose en la primera mujer tailandesa en ser ordenada en un linaje monástico Theravada.   Su linaje de ordenación es Syamopali del capítulo Dambulla. Actualmente reside en el Monasterio Songdhammakalyani en el distrito de Muang, provincia de Nakhonpathom, Tailandia. Desde su ordenación, Dhammananda ha escrito más de 100 libros, diseñados para educar al público sobre diversos temas relacionados con el budismo tailandés, incluido el lugar de las mujeres.  

## Otras actividades
Antes de su ordenación, la Dra. Kabilsingh escribió varios libros, incluyendo Mujeres tailandesas en el budismo (1991) que habla sobre el lugar de las mujeres budistas tailandesas en el contexto de la sociedad tailandesa, incluidas aquellas que eligen convertirse en maechi (similar a una novicia). Tanto en su vida laica como monástica, ha trabajado incansablemente para restablecer el linaje Theravāda bhikkhuni en Tailandia para que las mujeres puedan convertirse en monjas totalmente ordenadas. Ha encontrado resistencia tanto de laicos como de monjes en Tailandia, puesto que creen que las mujeres monásticas son ilegales y una perversión. Su trabajo ha causado cierta controversia en Tailandia, aunque recibe mucho apoyo de gran número de mujeres budistas occidentales. 
En 1984, la Dra. Kabilsingh comenzó a publicar Yasodhara: Boletín sobre actividades internacionales de mujeres budistas, Nakhonpathom, disponible en casi cuarenta países. Algunos artículos del boletín están disponibles en línea . Unos años más tarde, en 1991, la Dra. Kabilsingh organizó la primera conferencia internacional de mujeres budistas celebrada en Bangkok, Tailandia.
Dhammananda Bhikkhuni puede considerarse una escritora budista modernista, al igual que activistas sociales y reformadores como Sulak Sivaraksa, AT Ariyaratne, Thích Nhất Hạnh, el 14 ° Dalai Lama y Buddhadasa . Esto se debe a su trabajo sobre el lugar de las mujeres en el budismo asiático moderno, especialmente la tradición Theravāda en Tailandia. Ella escribe y habla sobre temas que generalmente se consideran "budismo socialmente comprometido", como el budismo y la naturaleza / ecología / medioambiente, budismo y pobreza, feminismo y budismo, la prostitución (en Tailandia) y budismo y educación (laicos y monásticos). 
Si bien Dhammananda tiene un enfoque algo global como lo demuestra la fundación de un boletín internacional o la celebración de una conferencia internacional, ha declarado en repetidas ocasiones que la mayoría de los problemas en Tailandia deben ser resueltos por el pueblo tailandés sin la "ayuda" de forasteros, incluidos los budistas occidentales. Las soluciones que ofrece son generalmente concretas y prácticas, con un toque ocasional de idealismo compartido por otros budistas modernistas. Ella reconoce claramente las debilidades y fortalezas de la actual Sangha (comunidad monástica) tailandesa; su escritura aboga por una reforma seria para los budistas monjes y laicos, entre la cual se encuentra el restablecimiento de la orden Bhikkhuni. Nantawan Boonprasat-Lewis comenta que "Kabilsingh aboga por que la Sangha se involucre más en proporcionar orientación espiritual a los laicos y lidiar con su miedo a que las mujeres sean iguales a los hombres". La crisis social, dice, es mayor que este miedo y necesita la cooperación y la participación de todos, independientemente de su género, clase y etnia ".
En 2014, Dhammananda Bhikkhuni fue nombrada Pavattini por un preceptor de Sri Lanka durante una ordenación grupal para monjas en Songkhla, Tailandia.

## Trabajos en inglés
- Un estudio comparativo de Bhikkhunã Pàtimokkha. Chaukhambha Orientalia: India, 1981.
- Un grito del bosque. 1981. (más información no disponible)
- Bhikkhunã Pàtimokkha de las Seis Escuelas Existentes. tr. Bangkok, 1991. Publicaciones de Sri Satguru, 1998. 
  - ISBN 978-81-7030-570-5
- Budismo y Conservación de la Naturaleza. Bangkok, Tailandia: Thammasat University Press, 1998. 
  - ISBN 978-974-571-656-8
- "Los primeros budistas en la naturaleza" en esta Tierra Sagrada por Roger S. Gottlieb. Routledge, 2004. 130-133.[19]
- "Leyendo textos budistas con nueva luz" en Exploración budista de paz y justicia por Chanju Mun y Ronald S. Green. Honolulu, HI: Blue Pine Books, 2006. 89-96.[20]
- Mujeres tailandesas en el budismo. Berkeley, CA: Parallax Press, 1991.
- Mujeres y budismo. Instituto de Estudios de la Mujer (St. Scholastica's College), Isis International (Manila, Filipinas). Manila: Isis Internacional, 1996.
- Mujeres en el budismo: preguntas y respuestas . Publicado por primera vez en 1998. 
  - ISBN 974-572-607-9

## Otros títulos de interés
- Boonprasat-Lewis, Nantawan y Marie M. Fortune. Recordando la conquista: perspectivas feministas / feministas sobre religión, colonización y violencia sexual . Nueva York, Londres: Haworth Press, 1999. accedido el 20/04/2009.
- Entrevista con Dhammananda (entre otros) para la radio ABC; Entrevistada por Kerry Stewart: "La bondad de los tigres - Mujeres budistas"
- Kristin Barendsen. " Ordenado por fin "
- Yasodhara, Boletín sobre actividades internacionales de mujeres budistas, Nakhonpathom, Tailandia. Publicado desde 1984